# Élections sénatoriales de 2014 dans le Haut-Rhin
Les élections sénatoriales de 2014 dans le Haut-Rhin ont lieu le dimanche 28 septembre 2014. Elles ont pour but d'élire les quatre sénateurs représentant le département au Sénat pour un mandat de six années.

## Contexte départemental
Le département du Haut-Rhin fait partie des départements appartenant, avant la réforme de l'élection des sénateurs, à la série C. La moitié de cette série, dont les sénateurs ont été renouvelés pour la dernière fois en 2004, a été intégrée à la nouvelle série 1 renouvelée en 2011, l'autre moitié, dont le Haut-Rhin, rejoint la Série 2 renouvelable en 2014. Les sénateurs sortants ont donc effectué un mandat de 9 ans, prolongé d'un an par le décalage des élections municipales et sénatoriales de 2007. 
Après les élections sénatoriales du 26 septembre 2004, quatre sénateurs ont été élus au scrutin proportionnel, deux d'entre eux, Hubert Haenel et Catherine Troendlé ayant été élus sur la liste de l'UMP, arrivée en tête et deux autres, Jean-Marie Bockel et Patricia Schillinger ayant été élus sur les listes d'union de la gauche. 
Depuis Hubert Haenel a été nommé au Conseil constitutionnel en 2010. Il a alors été remplacé au Sénat par Jean-Louis Lorrain, mais celui-ci meurt le 27 juin 2013. C'est alors à Françoise Boog qu'échoie le second poste de sénateur UMP du Haut-Rhin.   
Jean-Marie Bockel quant à lui intègre en 2007 le gouvernement Fillon et rejoint la majorité présidentielle de Nicolas Sarkozy. Il est remplacé au Sénat, pendant ses fonctions ministérielles, par le vert Jacques Muller qui doit lui rendre son fauteuil lorsqu'il quitte le gouvernement en novembre 2010. Il rejoint alors le groupe RDSE puis, participant avec son parti, la Gauche moderne à la constitution de l'UDI, il rejoint le groupe centriste au Sénat.  
Depuis 2004, le collège électoral, constitué des grands électeurs que sont les sénateurs sortants, les députés, les conseillers régionaux, les conseillers généraux et les délégués des conseils municipaux, a été totalement renouvelé par les élections législatives de 2012 à l'issue desquelles la droite conserve les six circonscriptions du département (5 pour l'UMP, 1 pour le Nouveau Centre), les élections régionales de 2010 qui ont conservé la majorité de droite au conseil régional d'Alsace, les élections cantonales de 2008 et de 2011 qui maintiennent une très nette majorité de droite au sein de l'assemblée départementale, et surtout les élections municipales de 2008 et de 2014 qui ont notamment vu Mulhouse suivre en 2008 l'évolution de la gauche vers la droite de son ancien maire, Jean-Marie Bockel, la gauche perdant en 2014 un certain nombre de ses bastions dont Guebwiller, Hégenheim fief de la sénatrice sortante Patricia Schillinger, Ingersheim ou Thann. Ces pertes ne sont pas compensées par les victoires à Lutterbach et à Soultz-Haut-Rhin. À l'issue de ces élections, les communes du département sont très majoritairement gérées par des maires UMP, UDI ou divers droite.  

## Sénateurs sortants
| Sénateur | Sénateur             | Parti | Autre fonction                   |
| -------- | -------------------- | ----- | -------------------------------- |
|          | Catherine Troendlé   | UMP   | Maire de Ranspach-le-Bas         |
|          | Françoise Boog       | UMP   | Maire de Meyenheim               |
|          | Jean-Marie Bockel    | UDI   | Conseiller municipal de Mulhouse |
|          | Patricia Schillinger | PS    |                                  |

## Collège électoral
En application des règles applicables pour les élections sénatoriales françaises, le collège électoral appelé à élire les sénateurs du Haut-Rhin en 2014 se compose de la manière suivante :
| Délégués des communes                                                                         |                        |                       |                       |          |                     |
|                                                                                               | Conseillers municipaux | Délégués / commune    | Communes concernées   | Délégués | % collège électoral |
| Délégués des communes de moins de 9 000 habitants                                             |                        |                       |                       |          |                     |
| - communes de < 100 habitants                                                                 | 7                      | 1                     | 2                     | 2        | 0,10%               |
| - communes de < 500 habitants                                                                 | 11                     | 1                     | 106                   | 106      | 5,39%               |
| - communes de < 1500 habitants                                                                | 15                     | 3                     | 169                   | 507      | 25,78%              |
| - communes de < 2 500 habitants                                                               | 19                     | 5                     | 48                    | 240      | 12,20%              |
| - communes de < 3 500 habitants                                                               | 23                     | 7                     | 14                    | 98       | 4,98%               |
| - communes de < 5 000 habitants                                                               | 27                     | 15                    | 14                    | 210      | 10,68%              |
| - communes de < 9 000 habitants                                                               | 29                     | 15                    | 11                    | 165      | 8,39%               |
| Délégués des communes de 9 000 à 29 999 habitants                                             |                        |                       |                       |          |                     |
| - communes de < 10 000 habitants                                                              | 29                     | 29                    | 1                     | 29       | 1,47%               |
| - communes de < 20 000 habitants                                                              | 33                     | 33                    | 8                     | 264      | 13,42%              |
| - communes de < 30 000 habitants                                                              | 35                     | 35                    | 1                     | 35       | 1,78 %              |
| Délégués des communes de 30 000 habitants et plus                                             |                        |                       |                       |          |                     |
| - Colmar                                                                                      | 49                     | 95                    | 1                     | 95       | 4,83%               |
| - Mulhouse                                                                                    | 55                     | 155                   | 1                     | 155      | 7,88 %              |
| Délégués des communes bénéficiant des dispositions particulières pour les communes fusionnées |                        |                       |                       |          |                     |
| Goldbach-Altenbach                                                                            | 11                     | 2                     | 1                     | 2        | 0,10 %              |
| Délégués des communes                                                                         | Délégués des communes  | Délégués des communes | Délégués des communes | 1 908    | 97,00 %             |
| Conseillers généraux                                                                          | Conseillers généraux   | Conseillers généraux  | Conseillers généraux  | 31       | 1,58 %              |
| Conseillers régionaux                                                                         | Conseillers régionaux  | Conseillers régionaux | Conseillers régionaux | 18       | 0,92 %              |
| Députés                                                                                       | Députés                | Députés               | Députés               | 6        | 0,31 %              |
| Sénateurs                                                                                     | Sénateurs              | Sénateurs             | Sénateurs             | 4        | 0,20 %              |
| Total                                                                                         | Total                  | Total                 | Total                 | 1 967    | 100,00%             |

1. ↑  Dans les communes de moins de 9 000 le conseil municipal élit en son sein des délégués dont le nombre dépend de la taille de la commune.
2. ↑  Dans les communes de 9 000 à 29 999 habitants, tous les conseillers municipaux sont délégués. Il n'y a pas de délégués supplémentaires
3. ↑  Dans les communes de plus de 30 000 habitants, tous les conseillers municipaux sont délégués et, en complément, le conseil municipal désigne des délégués supplémentaires à raison de 1 par tranche de 800 habitants au-delà de 30 000 habitants
4. ↑  « Dans le cas où le conseil municipal est constitué par application des articles L. 2113-6 et L. 2113-7 du code général des collectivités territoriales relatif aux fusions de communes dans leur rédaction antérieure à la loi no 2010-1563 du 16 décembre 2010 de réforme des collectivités territoriales, le nombre de délégués est égal à celui auquel les anciennes communes auraient eu droit avant la fusion. » (Code électoral, article L284)

## Présentation des listes et des candidats
Les nouveaux représentants sont élus pour une législature de 6 ans au suffrage universel indirect par les grands électeurs du département. Dans le Haut-Rhin, les quatre sénateurs sont élus au scrutin proportionnel plurinominal. Chaque liste de candidats est obligatoirement paritaire et alterne entre les hommes et les femmes. 6 listes ont été déposées dans le département, comportant chacune 6 noms. Elles sont présentées ici dans l'ordre de leur dépôt à la préfecture et comportent l'intitulé figurant aux dossiers de candidature.

### Union des démocrates et indépendants
| N° | Candidats | Candidats         | Parti | Principales fonctions                                                                             |
| -- | --------- | ----------------- | ----- | ------------------------------------------------------------------------------------------------- |
| 01 |           | Jean-Marie Bockel | UDI   | Sénateur sortant, président de la Mulhouse Alsace Agglomération, conseiller municipal de Mulhouse |
| 02 |           | Claudine Ganter   | UMP   | Adjointe au maire de Colmar, conseillère communautaire de la Communauté d'agglomération de Colmar |
| 03 |           | Francis Kleitz    | UDI   | Maire de Guebwiller vice-président de la Communauté de communes de la région de Guebwiller        |
| 04 |           | Josiane Mehlen    | UDI   | Maire de Morschwiller-le-Bas, vice-présidente de la Mulhouse Alsace Agglomération                 |
| 05 |           | Nicolas Jander    | UDI   |                                                                                                   |
| 06 |           | Marie-Paule Gay   | UDI   |                                                                                                   |

### Parti socialiste
| N° | Candidats | Candidats            | Parti | Principales fonctions                                                                             |
| -- | --------- | -------------------- | ----- | ------------------------------------------------------------------------------------------------- |
| 01 |           | Patricia Schillinger | PS    | Sénatrice sortante                                                                                |
| 02 |           | Denis Meyer          | DVG   | Maire de Soultz, conseiller communautaire de la Communauté de communes de la région de Guebwiller |
| 03 |           | Victorine Valentin   | PS    | Conseillère régionale, conseillère municipale de Colmar                                           |
| 04 |           | Dominique Caprili    | PS    | Conseiller municipal de Mulhouse, conseiller communautaire de la Mulhouse Alsace Agglomération    |
| 05 |           | Josiane Bigel        | PS    | Maire de Widensolen, vice-présidente de la Communauté de communes du pays de Brisach              |
| 06 |           | Gilles Fischer       | PS    | Conseiller municipal d'Ensisheim                                                                  |

### Union pour un mouvement populaire
| N° | Candidats | Candidats          | Parti | Principales fonctions |
| -- | --------- | ------------------ | ----- | --- |
| 01 |           | Catherine Troendlé | UMP   | Sénatrice sortante, maire de Ranspach-le-Bas, vice-présidente de la Communauté de communes de la Porte du Sundgau                      |
| 02 |           | René Danesi        | UMP   | Maire de Tagsdorf, vice-président du Conseil régional, conseiller communautaire de la Communauté de communes de la Vallée de Hundsbach |
| 03 |           | Françoise Boog     | UMP   | Sénatrice sortante, maire de Meyenheim, vice-présidente de la Communauté de communes du Centre Haut-Rhin                               |
| 04 |           | Pierre Bihl        | UMP   | Maire de Bergheim, conseiller général, vice-président de la Communauté de communes du pays de Ribeauvillé                              |
| 05 |           | Patricia Fuchs     | UMP   | Adjointe au maire de Riedisheim |
| 06 |           | Roger Gaugler      | UMP   | Président de la Communauté de communes de la Vallée de la Doller et du Soultzbach                                                      |

### Europe Écologie Les Verts
| N° | Candidats | Candidats            | Parti | Principales fonctions                              |
| -- | --------- | -------------------- | ----- | -------------------------------------------------- |
| 01 |           | Frédéric Hilbert     | EELV  | Conseiller général, conseiller municipal de Colmar |
| 02 |           | Sylviane Kletty      | MEI   |                                                    |
| 03 |           | Gilbert Kuntz        | MEI   |                                                    |
| 04 |           | Djamila Sonzogni     | EELV  | Conseillère régionale                              |
| 05 |           | Michel Knoerr        | EELV  |                                                    |
| 06 |           | Anne Heitzmann-Geiss | EELV  |                                                    |

### Front national
| N° | Candidats | Candidats             | Parti | Principales fonctions                                     |
| -- | --------- | --------------------- | ----- | --------------------------------------------------------- |
| 01 |           | Martine Binder        | FN    | Conseillère régionale, conseillère municipale de Mulhouse |
| 02 |           | Freddy Ciolek         | FN    | Conseiller municipal de Illzach                           |
| 03 |           | Karine Luttringer     | FN    | Conseillère municipale de Mulhouse                        |
| 04 |           | Patrice Zurcher       | FN    | Conseiller municipal de Mulhouse                          |
| 05 |           | Clarisse Ferrand      | FN    |                                                           |
| 06 |           | Jean-François Abraham | FN    |                                                           |

### Alsace d'abord
| N° | Candidats | Candidats             | Parti | Principales fonctions                                                                                        |
| -- | --------- | --------------------- | ----- | --- |
| 01 |           | Jacques Cordonnier    | ADA   | |
| 02 |           | Marie-Reine Schwoerer | ADA   | |
| 03 |           | Benoît Kuster         | ADA   | Conseiller municipal de Kaysersberg, vice-président de la Communauté de communes de la vallée de Kaysersberg |
| 04 |           | Agnès Harnist         | ADA   | |
| 05 |           | Michel Haennig        | ADA   | |
| 06 |           | Jeanne Litschgi       | ADA   | |

## Résultats
| Tête de liste | Tête de liste        | Liste       | Voix  | %      | Sièges |  |
| ------------- | -------------------- | ----------- | ----- | ------ | ------ |  |
|               | Catherine Troendlé   | UMP         | 798   | 42,04  | 2      |  |
|               | Jean-Marie Bockel    | UDI         | 516   | 27,19  | 1      |  |
|               | Patricia Schillinger | PS          | 399   | 21,02  | 1      |  |
|               | Martine Binder       | FN          | 90    | 4,74   |        |  |
|               | Frédéric Hilbert     | EELV        | 79    | 4,16   |        |  |
|               | Jacques Cordonnier   | ADA         | 16    | 0,84   |        |  |
|               |                      |             |       |        |        |  |
| Inscrits      | Inscrits             | Inscrits    | 1 966 | 100,00 |        |  |
| Abstentions   | Abstentions          | Abstentions | 36    | 1,83   |        |  |
| Votants       | Votants              | Votants     | 1 930 | 98,17  |        |  |
| Blancs        | Blancs               | Blancs      | 11    | 0,57   |        |  |
| Nuls          | Nuls                 | Nuls        | 21    | 1,09   |        |  |
| Exprimés      | Exprimés             | Exprimés    | 1 898 | 98,34  |        |  |